# Elezioni presidenziali in Algeria del 1979
Le elezioni presidenziali in Algeria del 1979 si sono tenute il 7 febbraio, dopo la morte di Houari Boumédiène nel dicembre 1978. Il suo sostituto, Chadli Bendjedid, leader del Fronte di Liberazione Nazionale, è stato eletto con il 99,4% dei voti, con un'affluenza del 99%.

## Risultati
| Candidati            | Liste                           | Voti      | %    |
| -------------------- | ------------------------------- | --------- | ---- |
| Chadli Bendjedid     | Fronte di Liberazione Nazionale | 7.736.697 | 99,4 |
| Contro               | Contro                          | 48.938    | 0,6  |
| Totale               | Totale                          | 7.785.635 | 100  |
| Schede bianche/nulle | Schede bianche/nulle            | 23.803    |      |
| Totale               | Totale                          | 7.809.438 |      |